# Alegeri pentru Parlamentul European în Italia, 1994
Alegerile euroarlamentare din 1994 în Italia au fost alegerile membrilor delegațti ai Parlamentului European din Italia pentru Parlamentul European în 1994.
Acestea au fost primele alegeri continentale, după scandalul Tangentopoli care a distrus partidele tradiționale republicane din Italia: prin urmare, toate pardidele noi contestă cursa electorală.